# Ariel (personaje)
Ariel es un personaje ficticio y la protagonista de la película de animación de Disney de 1989 La sirenita. En la versión original en inglés, la voz de Ariel es interpretada por la actriz Jodi Benson. Alyssa Milano fue inspiración para el rostro de Ariel y Sherry Stoner fue la modelo del personaje.
La sirenita rompió esquemas sociales, siendo Ariel un ejemplo de rebeldía y tenacidad. Posteriormente hizo su aparición en la serie de televisión basada en la película de 1989, su secuela La sirenita 2: regreso al mar y su precuela The Little Mermaid: Ariel's Beginning.
El personaje está basado en la protagonista del cuento de Hans Christian Andersen, La sirenita, pero se le otorgó una personalidad diferente para que fuera posible su adaptación en la película animada de 1989. Su apariencia física es el de una sirena y se caracteriza por tener una larga cabellera roja, ojos azules, piel blanca, una cola verde agua, y además, posee en el pecho un bikini de conchas color lila.
Ariel es uno de los numerosos personajes de Disney que se pueden encontrar en los parques de Disney Experiences. También ha hecho apariciones en varios medios de Disney fuera de la franquicia de La Sirenita, como películas, series de televisión, libros o videojuegos. Ariel es también uno de los personajes utilizados en la franquicia Disney Princess.

## Apariciones

### Producciones animadas deLa Sirenita

#### La Sirenita(1989)
En la película de 1989, Ariel es la menor de las siete hijas del Rey Tritón (con 16 años). Ella se muestra aventurera, apasionada y tiene curiosidad por el mundo de los seres humanos, una fascinación que enoja a su padre, ya que Tritón tienen prohibido hacer contacto con el mundo de los humanos. Su mejor amigo en la película es un pez llamado Flounder, y desarrolla una estrecha relación con un cangrejo llamado Sebastián. Ariel rescata elementos humanos y los guarda en una gruta secreta, como parte de su colección.  
La película de 1989 se centra más que todo, en la lucha intensa de una sirena por pertenecer al mundo de los humanos, y de cómo ésta establece una relación amorosa con un príncipe humano llamado Eric, el cual, en su momento, deberá rescatar conjuntamente con Ariel, la sirena protagonista, al padre de Ariel, El Rey Tritón, y al reino del mar, de las garras de la malvada bruja del mar, que en la película es llamada Úrsula. Ariel, al final, se descubre como el verdadero amor del Príncipe Eric y después de haber pasado por muchas vicisitudes se casan para ser felices para siempre.

#### La Sirenita(serie de televisión)
Todo ocurre alrededor de un año antes de los acontecimientos en la película, mostrando a Ariel como el personaje principal. En los varios episodios se destaca su relación con sus amigos, padre y hermanas, e implican generalmente a Ariel frustrando los planes de los varios enemigos que piensan hacer daño al reino.
En la serie también hace su aparición el Príncipe Eric, que en varias ocasiones parece ser que Ariel lo llegara a ver, pero no le da tanta importancia como lo hace en la película original, haciendo pensar que ella lo ve primero en la película original.

#### La Sirenita 2: regreso al mar
Tiempo después de la boda entre Ariel y Eric, han tenido una hija llamada la princesa Melody que lo presentan al mar tras pasar dos años se vuelve reina. La hermana menor de Úrsula, Morgana, intenta secuestrarla para obtener el tridente de tritón. Para proteger a Melody de las malvadas intenciones de Morgana, Ariel y Eric deciden no dejar que Melody se internara en el mar, y por eso construyen un gran muro que separa el castillo de él. El amor que tiene Melody por el mar es demasiado fuerte y huye de su hogar. Sabiendo esto, Morgana aprovecha ese momento y atrae a Melody, allí mismo y la convierte en sirena. Ariel, preocupada de que a Melody le haya pasado algo, decide convertirse en su forma original otra vez en sirena e ir a rescatarla.

#### La Sirenita: Ariel's Beginning
Humanos y sirenas viven felizmente en la superficie, hasta que un día por culpa de unos malvados piratas muere la Reina de las Sirenas, Atena, la madre de Ariel. Su marido, el Rey Tritón, prohíbe la música y sobre todo que ningún tritón o sirena salga a la superficie. Ariel, la hija menor de Tritón y Atena, deberá vivir grandes aventuras para que vuelva la música y la alegría al reino.

### Otras películas

#### Películas deHouse of Mouse
Ariel tiene apariciones a modo de cameo en La Navidad Mágica de Mickey. Tras que el público de la House of Mouse queda atrapado en el edificio durante una tormenta de nieve, ella menciona a Eric que espera que a Mickey se le ocurra alguna solución. Posteriormente, ella canta junto a los demás personajes la canicón "The Best Christmas of All".
También aparece, de nuevo a modo de cameo como personaje de fondo, en Mickey's House of Villains.

#### Ralph Breaks the Internet
Ariel es uno de los varios personajes que aparecen en el sitio web OhMyDisney.com cuando es visitado por Vanellope, quien se hace amiga de Ariel y las demás Princesas Disney. Posteriormente, Ariel y las demás princesas salvan a Ralph cuando cae desde lo alto.

#### Once Upon a Studio
Cortometraje donde Ariel es una de los varios personajes de Walt Disney Animation Studios que se reúnen para hacerse una foto en grupo. Ella canta junto a los demás la canción "When You Wish Upon a Star" antes de hacerse la foto.

### Televisión

#### ¡La Sirenita en directo!
Espectáculo musical adaptado de la película de 1989, estrenado en 2019 en ABC, con Auliʻi Cravalho en el papel de Ariel.

#### Lego Disney Princess: The Castle Quest
Especial de LEGO de animación por computadora donde Ariel debe rescatar a su padre, quien ha sido secuestrado por Gastón (de La Bella y la Bestia), con la ayuda de las princesas Blancanieves, Tiana, Rapunzel y Moana. Ariel viaja con Moana por el mar, ambas teniendo que hacer frente a una tripulación de piratas capitaneada por Iago (de Aladdín).

## Versiones alternativas

### Érase una vez
Una versión alternativa de Ariel aparece como personaje recurrente, siendo interpretada por Joanna Garcia.
Ella debuta en el episodio "Ariel", donde salva a Blancanieves tras haber caído al mar. Ariel le habla de que está enamorada de un príncipe humano llamado Eric, y que para estar con él podría conseguir piernas pidiéndoselas a Úrsula, la diosa del mar. Aprovechándose de la situación, Regina, la Reina Malvada se hace pasar por Úrsula, y le otorga a Ariel un brazalete que convertiría a otra persona en sirena a cambio de transformarla a ella en humana. Ariel utiliza el brazalete en Blancanieves, quien es convertida en sirena mientras que Ariel consigue un par de piernas. Tras que la Regina aparece revelando que la engañó para transformar a Blancanieves en sirena, Ariel la ataca con un tenedor y huye junto a Blancanieves. En agradecimiento, Blancanieves alienta a su amiga a buscar a Eric y decirle la verdad para averiguar si él de verdad la ama. Ariel sigue su consejo, pero cuando quiere comunicarse con él, Regina le arrebata su voz como venganza.

### La Sirenita(2023)
La Sirenita es una versión de acción real de la película animada de 1989, con Ariel siendo encarnada por Halle Bailey, cumpliendo un papel similar a la de animación.
Acontecimientos notables en la historia de esta encarnación incluyen que Úrsula se presenta como su tía paterna, y también, al contrario de la versión animada, no termina casándose con Eric, sino que ambos terminan viajando juntos para explorar el mundo.
También, mientras que en la película animada el personaje solo canta la canción «Part of Your World» y una breve repetición, esta versión de Ariel toma parte de la canción «Under the Sea», y canta una segunda repetición de «Part of Your World» con nuevos versos.
El hecho de que esta adaptación incluyera una actriz negra interpretando al personaje, mientras que en la versión animada era una chica caucásica, generó controversia entre el público.

### Ariel
Serie de animación por computadora, en la que se presenta como protagonista a una Ariel en su niñez. Aunque esta versión de Ariel no tiene relación con la versión animada original de 1980 ni la encarnación de 2023, toma inspiración de elementos de ambas versiones del personaje.
Se presenta a Ariel como una joven sirena de 8 años que crece con sus amigos en el reino submarino de Atlántica, gobernado por su padre. Mientras asiste al campamento de magia impartido por su tía Úrsula, Ariel emprende aventuras aprendiendo sobre su entorno caribeño, e inspirando a otros con su voz.